# ورزشگاه سوئیس

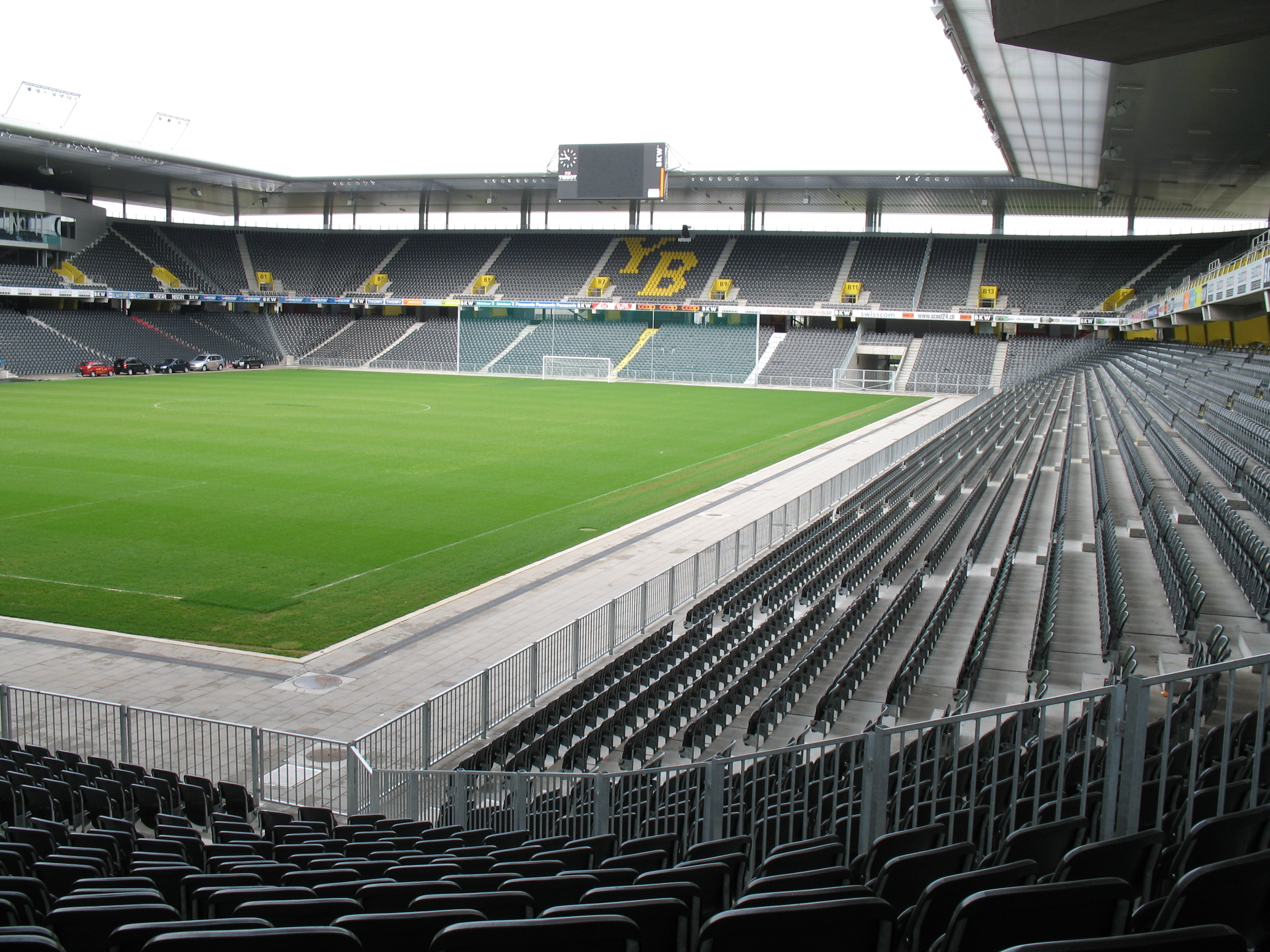
ورزشگاه سوئیس وانکدورف

ورزشگاه سوئیس وانکدورف یک ورزشگاه فوتبال در برن سوئیس است. آن‌جا زمین خانگی تیم فوتبال سوئیسی بی‌اس‌سی یانگ بویز، و دومین ورزشگاه تمام صندلی بزرگ سوئیس است. ورزشگاه سوئیس یک از محل‌های برگزاری یورو ۲۰۰۸ است.

## تاریخچه
ورزشگاه سوئیس در زمین‌های ورزشگاه وانکدورف پیشین ساخته شد که در سال ۲۰۰۱ تخریب شده بود. ورزشگاه جدید گنجایش ۳۲٬۰۰۰ نفر را دارد که تمامی‌شان جای نشستن است. با اینکه اولین مسابقه، روز ۲۵ مرداد ۱۳۸۴ بین یانگ بویز و المپیک مارسی با حضور ۱۴٬۰۰۰ تماشاچی و با نتیجه ۳–۲ به سود مارسی برگزار شده بود؛ ولی ورزشگاه رسماً در ۸ مرداد ۱۳۸۴ گشوده شد. این مسابقه به‌عنوان یک آزمون زیربنایی بود، به خاطر همین هم بیش‌تر از ۱۴٬۰۰۰ بلیط فروخته نشد.
ورزشگاه در سال ۲۰۰۵ توسط اف‌سی تان برای سه بازی خانگی لیگ قهرمانان و یک بازی خانگی جام یوفا مورد استفاده قرار گرفت.